# 吾紳
吾紳（1383年—1441年），字叔缙，浙江承宣布政使司衢江府開化縣（今浙江开化）人。明朝政治人物、进士。
永乐二年，其中进士二甲第七名，后官至刑部主事，之后历任郎中、升礼部侍郎。正统年间，死于任上。